# Wilhelm Zangemeister

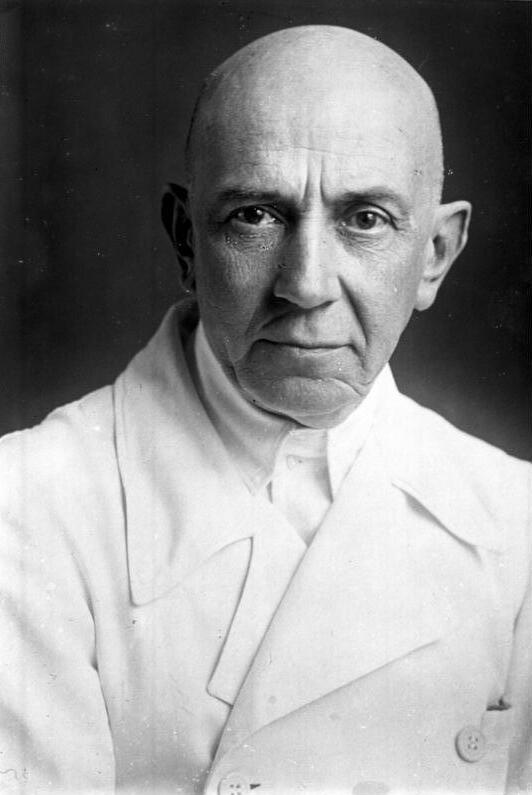
Wilhelm Zangemeister 1930

Wilhelm Karl Zangemeister (* 7. April 1871 in Gotha; † 3. Februar 1930 in Königsberg) war ein deutscher Gynäkologe. Er entwickelte zwei nach ihm benannte geburtshilfliche Handgriffe.

## Leben
Zangemeister war der Sohn des Heidelberger Philologen Karl Zangemeister und studierte in Heidelberg, Göttingen und Berlin. In Göttingen wurde er 1891 Mitglied der Studentenverbindung und späteren Burschenschaft Frisia. In Heidelberg war Zangemeister Mitglied der schwarzen Verbindung Leonensia. 1895 wurde er in Heidelberg promoviert. In Heidelberg arbeitete er als Assistent an der Chirurgischen Klinik bei Vincenz Czerny, danach der Frauenklinik in Berlin bei Robert Michaelis von Olshausen und bis 1900 als Schiffsarzt beim Norddeutschen Lloyd. 1901–03 verbrachte Zangemeister an der Frauenklinik in Leipzig unter Paul Zweifel. Ab 1904 war er Assistent an der Frauenklinik in Königsberg bei Georg Winter (1856–1946) tätig. 1908 wurde er hier für Geburtshilfe und Gynäkologie habilitiert.
Zum Oktober 1910 wurde er als Direktor der Frauenklinik an die Universität Marburg berufen, er modernisierte das Gebäude nach wissenschaftlichen Standards (Röntgentherapieraum, Separierung der infektiösen Patientinnen, Erweiterung der Laborräume) und führte elektrisches Licht ein. Ab 1925 bis zu seinem plötzlichen Tod war er Ordinarius an der Universität Königsberg.
In seiner Laufbahn beschäftigte sich Zangemeister mit der Zystoskopie, der geburtshilflichen Anatomie und Genitalinfektionen. Bei seinen Arbeiten an geburtshilflichen Operationen entwickelte er mehrere Instrumente wie die Zangenmeister’sche Achsenzugzange oder des Braun-Zangemeister’schen Dekapitationshaken.

## Zangemeister-Griffe

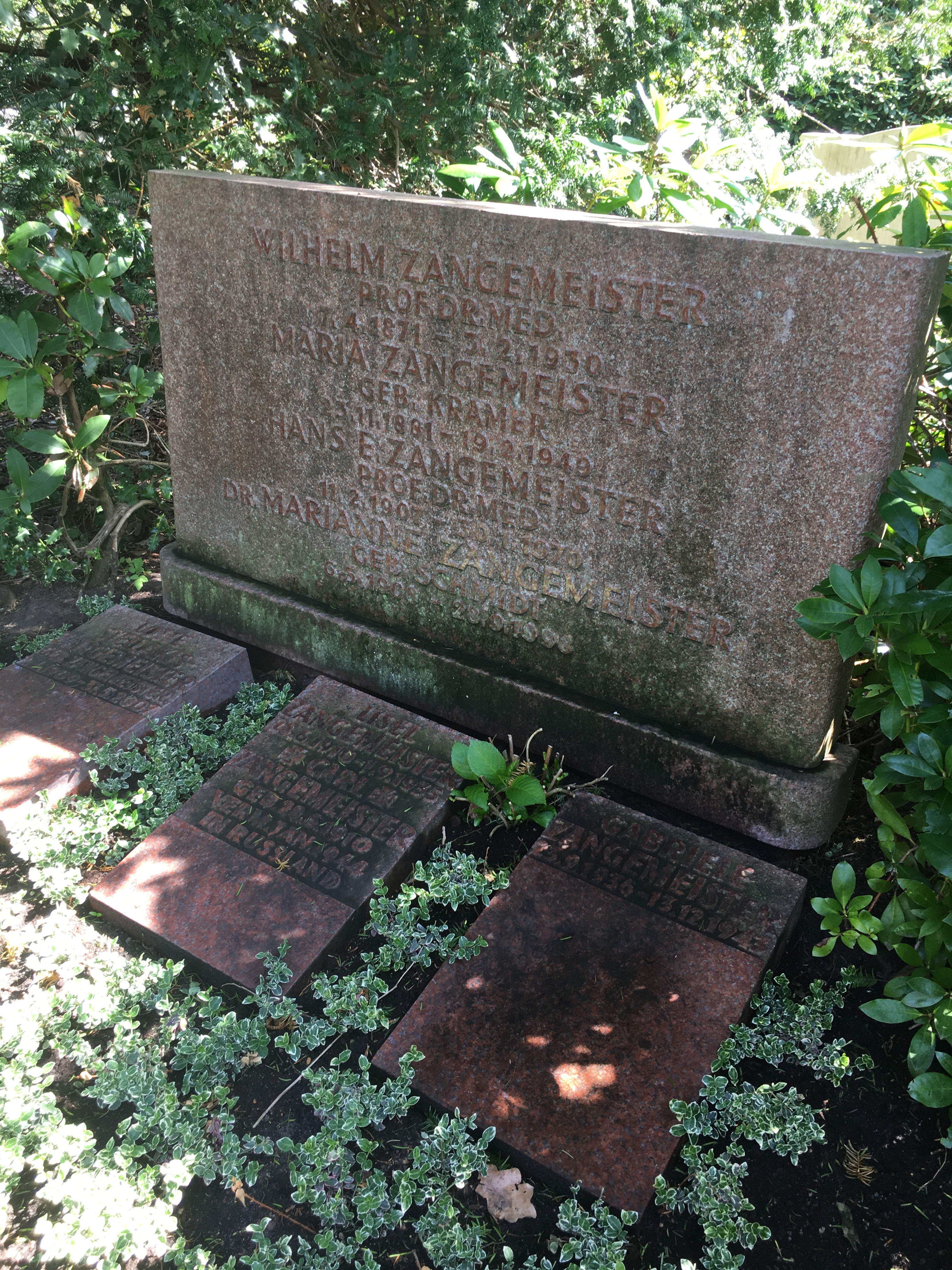
Grabstätte auf dem Friedhof Ohlsdorf

Er entwickelte den nach ihm benannten Zangemeister-Handgriff (englisch Zangemeister maneuver), auch 5. Leopold-Handgriff genannt, zur Feststellung eines Missverhältnisses zwischen Becken und vorangehendem Kind. Der Zangemeister-Griff wird nach Einsetzen der Wehentätigkeit angewendet. Dabei wird eine Hand auf den im Beckeneingang befindlichen Kopf des Kindes gelegt und die andere Hand auf die Schambeinfuge (Symphyse). Befindet sich der Schädel hinter der Schambeinfuge, so liegt wahrscheinlich kein Missverhältnis vor.
Weniger bekannt ist das ebenfalls Zangenmeister-Handgriff benannte Manöver zur Korrektur einer Gesichtslage in eine Hinterhauptslage.

## Familie
Der HNO-Arzt Hans Zangemeister (1907–1970) war sein Sohn. Beide ruhen auf dem Hamburger Friedhof Ohlsdorf. Die Grabstätte im Planquadrat AA 28 liegt südwestlich von Kapelle 6.

## Veröffentlichungen (Auswahl)
- Atlas der Cystoskopie des Weibes. Enke, 1906.
- Frontaler Gefrierdurchschnitt durch die Beckenorgane einer an ruptura uteri bei verschleppter Querlage verstorbenen Kreissenden. Vogel, 1907.
- Ueber Kindebettfieber. 1909.
- Diagnostische und therapeutische Irrtümer und ihre Verhütung beim Neugeborenen. Thieme, 1922.
- Die Lehre von der Eklampsie. S. Hirzel, 1926.
- Lehrbuch der Geburtshilfe. S. Hirzel, 1927.